# Плиски (станція)
Плиски́ — проміжна залізнична станція 4-го класу Конотопської дирекції Південно-Західної залізниці на лінії Бахмач-Пасажирський — Ніжин.

## Історія
17 (29) грудня 1868 року було відкрито рух залізницею від Курська до Броварів, тоді ж і було відкрито станцію Плиски на території однойменного села Чернігівської області.
1967 року станцію було електрифіковано змінним струмом. Збереглася стара дерев'яна будівля вокзалу.
У вівторок 24 липня 2001 року о 16:00 на 1-й головній колії станції сталася залізнична катастрофа в результаті зіткнення пасажирського поїзда №198 Київ — Астана, ведомого електровозом ЧС8-079 з колійною машиною ВПРС500. Машиніст колійної машини і його помічник грубо порушили правила залізничного руху, намагаючись проскочити на забороняючий сигнал світлофора., машиніст колійної машини та двоє робітників Південно-східної залізниці загинули на місці, постраждали 25 осіб, в том числі локомотивна бригада електровозу ЧС8-079, 8 пасажирів, в том числі 4 людей з Казахстана були госпіталізовані з травмами різної важкості, також знесло з колій колійну машину ВПРС500 і передню секцію електровоза ЧС8-079, а також згоріла друга секція електровоза і 2 перших вагона (перший згорів повністю, другий частково).

## Цікаві факти
- На початку 20 століття дерев'яна будівля станції Плиски мала такий же вигляд[1] як і станція Крути.[2]
- Нинішня дерев'яна будівля є лише частково реконструйованою версією вже другої будівлі станції.[3]